# Возвращение (фильм, Гонконг, 1994)
«Возвращение» (иер. трад. 等著你回來, упр. 等着你回来, англ. The Returning) — гонконгский мистический фильм 1994 года режиссёра Джэйкоба Чуна. Главные роли в фильме исполнили Тони Люн Чу-Вай, Жаклин Нг, Сандра Ын и Александр Чан.
Картина получила три номинации на 14-й Гонконгской кинопремии.

## Сюжет
Чунг (Тони Люн) редактирует книгу о гонконгской писательнице Сиу Лау, которая умерла полвека назад. О ней известно очень мало. Чтобы прочувствовать атмосферу, в которой она жила, Чунг вместе с женой Элейн (Жаклин Нг) переезжает на время в дом писательницы. Но там пару начинает преследовать что-то потустороннее.

## В ролях
- Тони Люн Чу-Вай — Ли Ик Чунг
- Жаклин Нг — Элейн / Сиу Лау
- Сандра Ын — Джулия
- Александр Чан — клиент ресторана
- Фредрик Мао Чун-Фай — Тонг Ят Суй
- Фэй Вонг Фэй
- Джо Чунг Тунг-Чо — Чан Сиу Мин
- Ким Ип Квонг-Ким — Чарли
- Тан Чун — рабочий

## Награды и номинации
| Награды                     | Награды                           | Награды              | Награды   |
| Кинопремия                  | Категория                         | Лауреат / претендент | Результат |
| --------------------------- | --------------------------------- | -------------------- | --------- |
| 14-я Гонконгская кинопремия | Лучшая женская роль               | Жаклин Нг            | Номинация |
| 14-я Гонконгская кинопремия | Лучшая женская роль второго плана | Сандра Ын            | Номинация |
| 14-я Гонконгская кинопремия | Лучшая операторская работа        | Артур Вон            | Номинация |